# Listă de localități din statul Montana

## Orașe
| - Anaconda - Baker - Belgrade - Big Timber - Billings - Bozeman - Butte - Chinook - Choteau - Colstrip - Columbia Falls - Conrad | - Cut Bank - Deer Lodge - Dillon - East Helena - Forsyth - Fort Benton - Glasgow - Glendive - Great Falls - Hamilton - Hardin - Harlem | - Harlowton - Havre - Helena - Kalispell - Laurel - Lewistown - Libby - Livingston - Malta - Miles City - Missoula - Plentywood | - Polson - Poplar - Red Lodge - Ronan - Roundup - Scobey - Shelby - Sidney - Thompson Falls - Three Forks - Townsend - Troy | - Whitefish - White Sulphur Springs - Wolf Point |

## Localități mai mici
| - Alberton - Bainville - Bearcreek - Belt - Big Sandy - Boulder - Bridger - Broadus - Broadview - Brockton - Browning - Cascade - Chester - Circle - Clyde Park - Columbus - Culbertson - Custer, Montana - Darby - Denton - Dodson | - Drummond - Dutton - Ekalaka - Ennis - Eureka - Fairfield - Fairview - Flaxville - Fort Peck - Froid - Fromberg - Geraldine - Grass Range - Hingham - Hobson - Hot Springs - Hysham - Ismay - Joliet | - Jordan - Judith Gap - Kevin - Lavina - Lima - Lodge Grass - Manhattan - Medicine Lake - Melstone - Moore - Nashua - Neihart - Opheim - Outlook - Philipsburg - Pinesdale - Plains - Plevna - Rexford - Richey | - Ryegate - Saco - St. Ignatius - Sheridan - Stanford - Stevensville - Sunburst - Superior - Terry - Twin Bridges - Valier - Virginia City - Walkerville - Westby - West Yellowstone - Whitehall - Wibaux - Winifred - Winnett |